# 破産
破産（はさん）は、一般的には財産をすべて失うことを言うが、法律上の意味での破産とは、債務者が経済的に破綻することで、既に弁済期にある全ての債務が債権者に対して一般的・継続的に弁済することができない状態にあるときに、本人などの申立て権者が裁判所に申立て、裁判所が選任する破産管財人に債務者の財産を包括的に管理・換価、また総債権者に公平に分配してもらうことで、経済的破綻状況から離脱することをいう。日本では、破産法により、破産について非懲戒主義（公法上での資格制限を科すなどの建前上の不利益を否定すること）や免責主義（破産者の責任、特に債務について、原則としてその責任を免除すること）を採っている。
日本では、2004年（平成16年）6月2日に全面改正された破産法（平成16年法律第75号）が公布され、翌2005年（平成17年）1月1日に施行された。
- 破産手続の倒産処理法制における位置付けは、倒産処理手続を参照。
- 破産事件の動向は、裁判所のWeb Siteの「司法統計」コーナーに掲載されている「司法統計年報」の「民事・行政事件編」を参照。
- アメリカ合衆国における破産手続については、連邦倒産法第7章を参照。

## 概要
破産は、債務者が経済的に破綻して、債権者に対し債務を弁済することができない状態、または、そのような場合に裁判所が選任する破産管財人によって行われる法的手続を指す（広義の破産）。
債務者本人や債権者などの申立て権者が、裁判所に破産手続開始の申立てを行い、裁判所が当該債務者に破産手続開始の原因があると認める場合には、「破産手続開始の決定」を行う（狭義の破産）。従来、「破産手続開始の決定」は破産宣告と呼ばれていた。
なお、狭義の破産のうち、債務者自身の申立てにより破産手続開始の決定を受ける場合を自己破産、会社役員が自分の会社の破産手続開始の申し立てを行って破産手続開始の決定を受ける場合を準自己破産といい、債権者の申立てにより破産手続開始の決定を受ける場合を債権者破産という。
破産は、「破産手続開始の申立て」に始まり、破産債権確定手続、破産財団管理手続を経て、「破産手続終結の決定」、「免責」及び「復権」で終わる一連の法的手続きである。 すなわち、債務者の財産を管理・換価して、債権者に公平に配分することを主たる目的とした手続である。しかし、現在、破産事件のほとんどを占める自然人の自己破産においては、同時廃止が行われている。これは、破産手続が、債務者の財産を換価することも、債権者に財産を配分することもなく、ただ債務者が免責（判例・通説的に自然債務が残るが、破産債務者が残債務について弁済の責任を免れること。）を得るための手段として利用されていることを意味する。この実態を反映して、各地の裁判所が作成している定型申立書も、1通で破産及び免責の両者の申立てをなすものになっていることが多く、法律上も、破産の申立てをした場合には、反対の意思を表示しない限り、同時に免責の申立てをしたものとみなされる。ただ、現行破産法上、両者はあくまで別個の手続であり、区別する必要がある。
破産法における破産者の免責は、誠実なる破産者に対する特典として、破産手続において、破産財団から弁済出来なかった債務につき特定のものを除いて、破産者の責任を免除するものである。その目的は、誠実な破産者を更生させることにある。破産終結後においても、破産債権によって無限に債務者の責任の追及を認めた場合、破産者の経済的再起が著しく困難となり、生活の破綻を招くおそれさえあるので、経済的再起の阻害要因となる債権者の追及を遮断する必要がある。破産者を更生させ、人間に値する生活を営む権利を保障することも必要であり、さらに、もし免責を認めないとすれば、債務者は概して資産状態の悪化を隠し、最悪の事態にまで持ちこむ結果となって、却って債権者を害する場合が少くないので、破産者を免責することは、債権者にとっても、最悪の事態を避けることになる。これらの点から見て、免責の規定は、公共の福祉のため憲法上許された必要かつ合理的な財産権の制限である。

## 申立て

### 破産手続開始の原因（破産手続開始の決定の実質的要件）
破産手続開始決定は、債務者が一定の経済的破綻に陥ったときになされる。これを破産手続開始の原因（破産原因）といい、その主なものが支払不能である（破産法15条、16条、222条）。

### 申立て
破産手続開始の決定は、原則として、破産手続開始の申立があってはじめてなされる（破産法30条1項）。
自己破産を申し立てる際には、申立てと同時に、財産の概況を示すべき書面並びに債権者及び債務者の一覧表を提出することを要する（同法20条）。多くの裁判所で配布されている定型申立書では、申立書のほかに陳述書も作成することになっているが、この陳述書が上記の「財産の概況を示すべき書面並びに債権者及び債務者の一覧表」である。この陳述書は、免責不許可事由の存否に関する証拠としても用いられる。
多くの裁判所においては、自己破産・同時廃止・免責を申し立てる際に、破産手続の費用を予納するよう要求される。この予納金は主として官報公告の費用に充てられ、具体的な金額は裁判所によって異なる。また、これとは別に、破産及び免責の各申立ての手数料として合計1,500円（破産手続開始申立につき1,000円（債権者申立の場合は20,000円）、免責につき500円）の収入印紙を申立書に貼り、郵便物の料金に充てるための費用として、裁判所が定める金額の郵便切手を予納しなければならない（民事訴訟費用等に関する法律）。

### 破産手続開始決定前の中止命令と保全処分
裁判所は、破産手続開始の申立てがあった場合において、必要があると認めるときは、利害関係人の申立てにより又は職権で、破産手続開始の申立てにつき決定があるまでの間、強制執行や仮差押え、担保権の実行等、一定の手続きの中止を命じることができる（破産法24条1項）。
この中止命令によっては破産手続の目的を十分に達成することができないおそれがあると認めるべき特別の事情があるときは、裁判所は、利害関係人の申立てにより又は職権で、破産手続開始の申立てにつき決定があるまでの間、すべての債権者に対し、債務者の財産に対する強制執行等や国税滞納処分の禁止を命じることができる（破産法25条1項）。これを包括的禁止命令という。
包括的禁止命令が発令されるのは、事前に又は同時に、債務者の主要な財産に対する保全処分（破産法28条1項）や保全管理命令（破産法91条2項）が発令された場合に限られる（破産法25条1項但書）。
包括的禁止命令が発せられた場合には、債務者の財産に対して既にされている強制執行等の手続（当該包括的禁止命令により禁止されることとなるものに限る。）は、破産手続開始の申立てにつき決定があるまでの間、中止する（破産法25条3項）。
裁判所は、包括的禁止命令を発した場合において、強制執行等の申立人である債権者に不当な損害を及ぼすおそれがあると認めるときは、当該債権者の申立てにより、当該債権者に限り当該包括的禁止命令を解除する旨の決定をすることができる（破産法27条）。
破産手続開始決定がなされれば、その後は破産管財人によって財産の管理・処分がなされるが、開始決定までの間は従前通り債務者が自由に財産を処分できてしまう。このことから、破産手続開始の申立てから破産手続開始決定までの間に、債権者に対する配当原資となる債務者の財産が散逸して破産手続が無駄になる危険がある。この危険を防止するため、破産手続開始決定前の保全措置として、債務者の財産に関し、その財産の処分禁止の仮処分その他の必要な保全処分を命ずることができることが定められている（破産法28条1項）。

### 申立ての取下げ
破産手続開始の申立てをした者は、破産手続開始の決定前に限り、当該申立てを取り下げることができる。ただし、中止命令（破産法24条）、包括的禁止命令（破産法25条）、債務者の財産に関する保全処分（破産法28条）、保全管理命令（破産法91条）又は否認権のための保全処分（破産法171条1項）がされた後は、裁判所の許可を得なければ取り下げることができない（破産法29条）。

## 破産手続開始決定
破産法の改正により、破産宣告から破産手続開始の決定に変更された。
個人少額管財手続の進行要領
（宣告手続に関する注意事項） 

### 破産原因の審理
破産手続開始の申立てがあると、裁判所は、申立書その他の提出書類の記載から破産手続開始の原因の存在を認定することができるか、これらの書類の記載に十分な裏付資料が存在するかという観点から審理をし、訂正補充を債務者に指示する。
書類や資料が調うと、債務者審尋あるいは債務者審問と称して、債務者を個別に裁判所に呼び出し、裁判官が、申立書その他の提出書類の記載内容に誤りがないかを確認し、破産原因及び同時廃止の要件の存否を認定するために必要な事項を聴取する。なお、こうした期日を開かないで審理を進める事案もある。また、免責の申立てもなされている事案であって、免責不許可事由の存在が疑われるものについては、その際に、裁判官が必要と認める訓戒を加えたり反省文の提出を指示したりすることもある。
審理の結果、破産原因の存在が証明されれば、裁判所は破産手続開始決定をなす。

### 同時廃止
本来の破産手続では、裁判所が破産管財人を選任し（同法74条1項）、破産管財人が破産財団（破産手続開始決定時に破産者が有する一切の財産）を管理処分して、これを換価し（同法184条）、債権者に分配する（同法193条~215条）。しかし、裁判所が、破産財団が破産手続の費用（少なくとも、破産管財人の報酬相当額が必要である。）にも足りないと認めるときは、破産手続開始決定と同時に破産手続を終了させる決定をする（同法216条1項）。これを同時廃止といい、この場合、破産管財人は選任されない。現在裁判所に申し立てられる破産手続のほとんどは、同時廃止で終了している。（東京地裁本庁を除く）
同時廃止をするのにわざわざ破産手続開始決定をするのは、免責を申し立てることができるのは個人である破産者だけだからである（同法248条）。
法文上は同時廃止にあたって他の要件は要求されていないが、実務上は免責不許可事由（同法252条1項各号）の有無や裁量免責の判断材料に関する調査が必要な場合は破産管財人に行わせるため（同法251条1項）、免責不許可事由の不存在が明らかな場合にのみ同時廃止が行われる。
破産財団が破産手続の費用に足りないものの数十万円程度に上ると見込まれる場合には、裁判所は、債務者に破産財団相当額を積み立てさせ、債権者に分配させたうえで、破産手続開始決定・同時廃止をなすことがあり、これを同時廃止のための任意配当という。

## 破産債権
破産者に対し破産手続開始決定前の原因に基づいて生じた財産上の請求権を、破産債権という（同法2条5項）。

## 破産手続終結の決定
1. 裁判所は、最後配当、簡易配当又は同意配当が終了した後、第88条第4項の債権者集会が終結したとき、又は第89条第2項に規定する期間が経過したときは、破産手続終結の決定をしなければならない（破産法第220条第1項）。
2. 裁判所は、前項の規定により破産手続終結の決定をしたときは、直ちに、その主文及び理由の要旨を公告し、かつ、これを破産者に通知しなければならない（破産法第220条第2項）。

## 破産手続廃止後又は破産手続終結後の破産債権者表の記載の効力
破産手続廃止の決定が確定したとき、又は破産手続終結の決定があったときは、確定した破産債権については、破産債権者表の記載は、破産者に対し、確定判決と同一の効力を有する。この場合において、破産債権者は、確定した破産債権について、当該破産者に対し、破産債権者表の記載により強制執行をすることができる（破産法第221条第1項）。
この規定は、破産者（代理人を含む。）が異議を述べた場合には、適用しない。

## 相続財産の破産等

### 相続人の破産
破産法第238条から第244条

## 外国倒産処理手続がある場合の特則
破産法第245条から第247条

## 免責及び復権

### 免責許可の申立て
個人である債務者（破産手続開始の決定後は、破産者）は、破産手続開始の申立てがあった日から破産手続開始の決定が確定した日以後1月を経過する日までの間に、破産裁判所に対し、免責許可の申立てをすることができる（破産法248条1項）。例外的に、債務者の責めに帰することができない事由によって申立期間内に申立てをすることができなかった場合は、その事由の消滅後1月以内に限り、申立てが認められる（同条2項）。
破産手続開始の申立てをすれば、債務者が特に反対の意思を表示している場合を除き、同時に免責許可の申立てをしたものとみなされる（同条4項）。
債務者が免責許可の申立てをしたときは、破産債権者の同意による破産手続廃止の申立てや、再生手続開始の申立てをすることができない（同条6項）。逆に、これらの申立てをしたときは、その決定が確定した後でなければ免責許可の申立てをすることができない（同条７項）。免責手続は清算を前提とするものであり、他方、これらの手続は清算を回避するための制度であることから、同時に進めるべきではないという趣旨の制限である。
なお、一部免責許可の申立てが可能かという点については、これを肯定する見解と否定する見解があり、学説、裁判例とも分かれている。

### 免責の審理
免責許可の申立てがなされると、裁判所は、破産管財人に、免責不許可事由の有無や裁量許可の決定をするかどうかの判断に当たって考慮すべき事情についての調査をさせ、その結果を書面で報告させることができ（破産法250条1項）、破産者は、裁判所や破産管財人が行う調査に協力しなければならない（同条2項）。裁判所が行う調査には、審尋も含まれる。
また、裁判所は、破産手続開始の決定があった時以後、免責許可の決定をすることの当否について、破産管財人及び破産債権者（非免責債権者を除く）が裁判所に対し意見を述べることができる期間を定めなければならない（同法251条1項）。この意見申述は、期日においてする場合を除き、書面でしなければならない（破産法施行規則76条1項）。また、申述は、免責不許可事由に該当する具体的な事実を明らかにしてしなければならない（同条2項）。
破産手続と免責手続は制度上分離されているため、免責審理期間中に破産手続が終了することもある。この場合も、免責許可の申立てについての裁判が確定するまでは、破産者の財産に対する破産債権に基づく強制執行等は禁じられる（破産法249条）。

### 免責不許可事由と裁量免責
免責許可の申立てが不適法で却下される場合を除き、裁判所は、破産者について、破産法252条1項各号に掲げられた事由のいずれにも該当しない場合には、免責許可の決定をする（同項柱書）。これらの事由を「免責不許可事由」という。
1.不当な破産財団価値減少行為（1号）
「債権者を害する目的で、破産財団に属し、又は属すべき財産の隠匿、損壊、債権者に不利益な処分その他の破産財団の価値を不当に減少させる行為をしたこと。」をいう。
2.不当な債務負担行為（2号）
「破産手続の開始を遅延させる目的で、著しく不利益な条件で債務を負担し、又は信用取引により商品を買い入れてこれを著しく不利益な条件で処分したこと。」をいう。
経済的に苦しくなった債務者が、クレジットカードで買い物をし、購入した商品を換金して当面の資金を得るような行為がこれに該当する。
3.不当な偏頗行為（3号）
「特定の債権者に対する債務について、当該債権者に特別の利益を与える目的又は他の債権者を害する目的で、担保の供与又は債務の消滅に関する行為であって、債務者の義務に属せず、又はその方法若しくは時期が債務者の義務に属しないものをしたこと。」をいう。
4.浪費または賭博その他の射幸行為（4号）
「浪費又は賭博その他の射幸行為をしたことによって著しく財産を減少させ、又は過大な債務を負担したこと。」をいう。
5.詐術による信用取引（5号）
「破産手続開始の申立てがあった日の1年前の日から破産手続開始の決定があった日までの間に、破産手続開始の原因となる事実があることを知りながら、当該事実がないと信じさせるため、詐術を用いて信用取引により財産を取得したこと。」をいう。
ここにいう信用取引による財産取得には、金銭消費貸借契約の締結（借金）も含まれる。支払不能について黙秘して借入をすることがここにいう詐術にあたるかについては、決定例が分かれている（大阪高決昭和59年9月20日判例タイムズ541号156頁は否定、仙台高決平成4年10月21日同誌806号218頁は肯定）。
6.帳簿隠匿等の行為
「業務及び財産の状況に関する帳簿、書類その他の物件を隠滅し、偽造し、又は変造したこと。」をいう。
無知無能による商業帳簿不備は、これに該当しないとされる（大阪高決昭和55年11月19日判時1010号119頁）。
7.虚偽の債権者名簿提出行為
8.調査協力義務違反行為
9.管財業務妨害行為
10.7年以内の免責取得など
以前に免責許可の決定が確定している場合に、その確定日から7年以内に再び免責許可の申立てがあった場合などがこれにあたる。
11.破産法上の義務違反行為
裁判所は、これらの免責不許可事由がある場合でも、「一切の事情を考慮して」免責の決定をなすことができ、これを裁量免責という。例えば、破産者に浪費（破産法252条1項4号。懈怠破産行為にあたる。）や詐術（同項5号）がある場合でも、比較的軽微なものにとどまるときは、訓戒を受けたことや反省文を提出したことなどを考慮して、免責の決定がなされることもある。

### 免責の効果
免責許可の決定が確定したときは、破産者は、破産手続による配当を除き、破産債権（非免責債権を除く）について、その責任を免れる（破産法253条）。非免責債権とされるのは、次のような債権である。
1. 租税等の請求権
2. 破産者が悪意で加えた不法行為に基づく損害賠償請求権
3. 破産者が故意又は重大な過失により加えた人の生命又は身体を害する不法行為に基づく損害賠償請求権
4. 夫婦間の協力及び扶助の義務、婚姻から生ずる費用の分担の義務、子の監護に関する義務、扶養の義務などにかかる請求権
5. 雇用関係に基づいて生じた使用人の請求権及び使用人の預り金の返還請求権
6. 破産者が知りながら債権者名簿に記載しなかった請求権
7. 罰金等の請求権

「責任を免れる」の意味については、見解が分かれる。ひとつは、債務そのものは消滅せず、ただ責任のみが消滅する（したがって、債務は自然債務となる）とする説（自然債務説）であり、もうひとつは、債務そのものが消滅するとする説（債務消滅説）である。
判例は、自然人たる債務者については自然債務説、法人たる債務者については債務消滅説を取っている。破産決定のあった主債務に係る保証人債務や担保権の消滅時効援用については議論がある。
免責の効力は、破産債権者が破産者の保証人その他破産者と共に債務を負担する者に対して有する権利及び破産者以外の者が破産債権者のために供した担保には及ばない（破産法253条2項）。

### 免責取消し
免責許可決定が確定した場合も、詐欺破産罪について破産者に対する有罪判決が確定したときや、破産者の不正の方法によって免責許可決定がされた場合、裁判所は、破産債権者の申立て（後者の理由の場合、免責許可決定から1年以内）又は職権により免責取消しの決定をすることができる（破産法254条1項）。免責取消しの決定が確定したときは、免責許可決定は、その効力を失う（同条5項）。

### 復権
破産法は非懲戒主義をとっているため、破産法自体には、破産者の資格や権利に対する制限規定は置かれていない。しかし、以下の資格などについては、特別法により、「破産手続開始の決定を受けて復権を得ない者」について以下の通り制限がなされる。
- 「○○となる資格を有しない」とされるもの

弁護士、司法書士、行政書士、弁理士、社会保険労務士、税理士、土地家屋調査士
- 営業に関する登録・許可等が拒否されるもの

貸金業、建設業、特定保険募集人(生命保険募集人等)、風俗営業、古物商、質屋、第一種動物取扱業、測量業、不動産鑑定士、不動産鑑定業者、宅地建物取引業、宅地建物取引士、廃棄物処理業、鉄道事業、旅行業
- 「営んではならない」とされるもの

警備業、民泊(住宅宿泊事業)、探偵業
- 「○○となることができない」とされるもの
  - 公認会計士[注 30]
  - 銀行[注 31]及び保険会社[注 32]の取締役、執行役又は監査役
  - 特定非営利活動法人(NPO法人)の役員[注 33]
  - 風俗営業の店舗管理者[注 34]

- その他
  - 公営住宅の連帯保証人になることができない。[15][16][17]
  - 「警備員となってはならない」[注 35]
  - 銃砲等又は刀剣類の所持の許可を受けることができない[注 36]
  - 公営ギャンブルのインターネット投票会員に加入することができない。[18][19][20]
  - 司法修習生になることができない。[21]
  - 中央競馬の騎手・厩務員養成施設（競馬学校）、地方競馬の騎手養成施設（地方競馬教養センター）、競輪選手養成施設（日本競輪選手養成所）に入所することができない。[22][23][24]

復権とは、破産手続開始決定に伴う破産者の権利や資格に対する法律上の制限が包括的に解除されることをいう。復権には、一定の要件を満たせば申立て等を要しない「当然復権」と、「申立てによる復権」の2種類がある。当然復権の要件は、次のとおりである（破産法255条1項）。
1. 免責許可の決定が確定したとき
2. 破産債権者の同意による破産手続廃止の決定が確定したとき
3. 再生計画認可の決定が確定したとき
4. 破産手続開始決定後、詐欺破産罪について有罪の確定判決を受けることなく10年を経過したとき

当然復権の要件に該当しない場合であっても、弁済等により、破産債権者に対する債務の全部について責任を免れた場合、申立てにより復権が認められる（破産法256条1項）。